# 다칭 유전

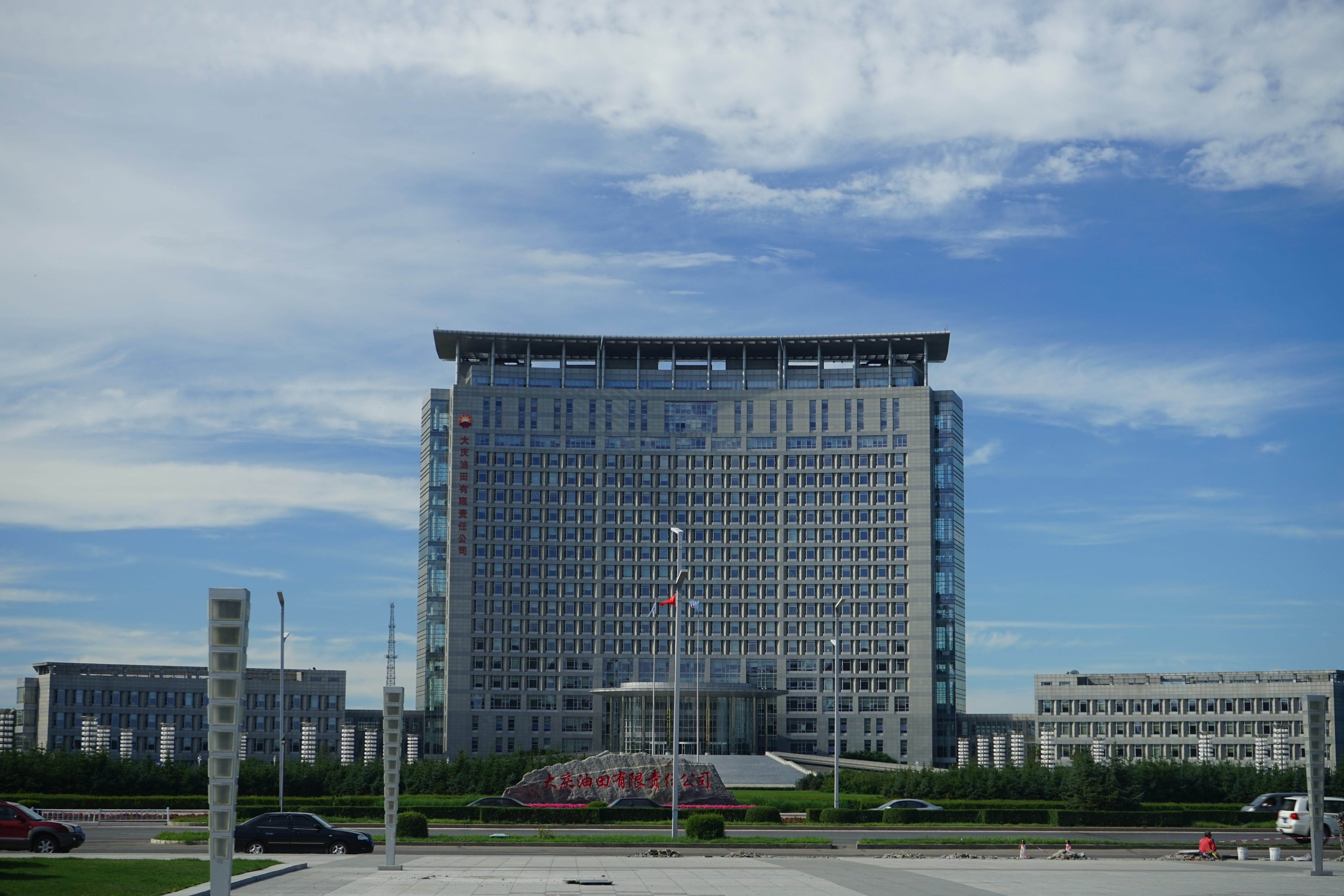
다칭유전유한공사의 주 건물

다칭유전(중국어: 大庆油田, 대경유전)은 중화인민공화국 최대의 석유층으로, 헤이룽장성의 쑹화강과 눈강 사이에 위치해 있다. 원래 타칭(Taching) 등 다른 표기가 사용되었으나 중국 정부가 로마자화를 위해 한어 병음을 사용하기 시작하자이 다칭(Daqing)으로 이름이 바뀌었다.
중국에서 발견된 석유 매장량 중 최대 규모이며, 중국의 산업화를 뒷받침하는 능력이 발전 경로를 바꾸어 놓았다. 다칭 유전 26곳은 1960년 처음 생산을 시작한 이래 지금까지 100억 배럴이 넘는 석유를 생산했다. 다칭 유전의 초기 매장량은 약 160억 배럴(2.5×109m3), 22억t이었으며, 현재 회수 가능한 매장량은 약 36억 배럴(570×106m3), 5억t이다.

## 역사
다칭 유전은 북중국-몽골 지역의 구조적 틀에 있는 거대한 퇴적 분지인 송랴오 분지에 위치하고 있다. 1959년, 이 유전은 리시광에 의해 발견되었다. 1205호 시추팀을 이끌었던 철인 왕진시가 이 유전에서 작업했다. 첫 번째 유정은 1959년 9월 26일에 시추되었다. 발견성공 시점이 중화인민공화국 10주년을 4일 앞두고 이루어졌기 때문에 이 유전은 "큰 축하"라는 의미의 다칭이라고 이름 지어졌다.
1960년 대약진 운동시기에 석유장관 유추리는 다칭 유전을 건설하는 노동자들을 동원하여 물질적 인센티브 대신 이념적 동기를 통해 건설하고 열의와 에너지, 자원을 집중하여 신속한 산업화 프로젝트를 완성했다. 가혹한 기상 조건과 공급 제한에도 불구하고 다칭 유전 건설에 성공한 그는 이후의 산업화 운동에서 공산당의 모범이 되었다. 1960년 4월, 유씨는 마오쩌둥의 '실천과 모순에 관한' 글이 다칭 유전 운동의 이념적 핵심이 되어야 한다고 주장했다. 150석유공업부는 수천 부를 비행기로 운송하여, 다칭 유전 노동자 한 사람 한 사람이 사본을 가지고, 작업 단위를 위해 각자 연구회를 설립하도록 했다.
1964년까지 다칭 유전의 위치는 비밀이었다. 1964년 2월 5일, 중앙당은 다칭 유전을 다른 공업기업에 홍보하면서 다칭 유전의 "전면전" 전술을 따르라고 지시했다. 얼마 지나지 않아 마오쩌둥은 교육공작회의에서 다칭 유전을 칭찬하면서 "짧은 기간"에 "약간의 투자"로 "위대한 업적"이 완성되었다고 말했다. 54명의 인민일보를 비롯한 관영 매체들은 1964년 다칭에 관한 수많은 기사를 발표하면서 다칭 노동자들의 자기 수양과 마오쩌둥 사상 연구, 노동자들의 민주적 참여에 따른 기술적 성과를 높이 평가했다. 이 기사들 중 148개의 가장 중요한 것은 인민일보가 1964년 4월 20일자 "다칭 인민, 다칭 정신"이다. 148개의 기사는 다칭을 장정 이후 공산당이 재결집한 거점 지역인 옌안에 비유했다.
이 프로젝트는 다칭 유전의 생산이 없었다면 소련이 중소분쟁으로 원유 공급을 차단한 후 원유 공급이 크게 제한되었을 것이기 때문에 중요한 경제적 이익을 가져다 주었다.
문화대혁명의 첫 2년은 1967년까지 중국의 석유산업에 큰 혼란과 석유 부족을 초래했다. 그해 3월, 다칭에 인민해방군을 불러들여 석유 생산을 계속할 수 있도록 질서를 유지했다. 이로써 다칭은 문화대혁명 기간 동안 군사적 통제를 받은 첫 번째 장소 중 하나가 되었다. 1968년 5월, 다칭혁명위원회가 설립되었다. 철인왕이 다칭의 부총재가 되었다. 혼란스러운 문화대혁명 기간 동안 다칭 유전은 계속해서 중국 경제 성장의 주요 동력이었다.
1964~1980년 동안 다칭 유전은 중국 연간 원유 생산량의 절반 이상을 차지했다. 1966년 다칭의 원유 생산량은 1천만 톤, 다칭의 근로자 수는 5만 8천 명에 달했다. 1980년대 중반, 이 유전은 중국이 공급한 수익과 세금 납부의 조합을 통해 중국 국가 수입의 3%를 창출했다.

## 현황
2004년부터 향후 7년간 원유 생산량을 연평균 7%씩 줄여 다칭 유전의 수명을 연장할 계획이다. 2008년 생산량이 최고조에 달했을 때 연간 4,000만 톤을 기록했다. 2012년 다칭 유전의 생산량은 4,000만 톤 이상으로 안정적인 수준을 유지한 반면 창칭 유전의 생산량은 4,200만 톤 이상으로 중국에서 가장 생산성이 높은 유전이자 가스전이다.
2013년 기준으로 이 공장의 생산 속도는 하루 약 80만 배럴(130,000 m3/d)다. 이 유전의 생애 첫 20년 동안 무려 90%의 원유를 생산된 것으로 알려져 있다.
CNPC가 일부 비전통적인 시추 기술을 배치했음에도 불구하고 노후화된 다칭 유전의 원유 생산량은 감소하고 있다. 2019년 생산량은 2018년 3,200만 톤에서 3,090만 톤으로 감소했다. 2021년 생산량은 3,000만 톤이다.
2021년 다칭 유전에서 새로운 셰일 유전이 발견되었으며, 지질학적 매장량은 12억 6,800만 톤으로 추정된다.

## 운영업체
다칭에 본사를 둔 다칭 유전 유한회사는 다칭 유전의 탐사 및 개발 사업자이다.